# Christiansborg Ridebane
Christiansborg Ridebane er en ridebane med omgivende staldbygninger, der ligger ved Christiansborg Slot på Slotsholmen i København. Anlægget består af en ridebane omgivet af to symmetriske fløje, der hver består af en lav, lige staldbygning fulgt af en høj, bred bygning (hvoraf den ene rummer et ridehus og den anden et teater) og herefter en lav, krum staldbygning, der ender i en pavillon på hver side af Marmorbroen ud mod Frederiksholms Kanal.
Ridebaneanlægget er i dag den eneste bevarede del fra det første Christiansborg, der brændte i 1794. Selve ridebanen, ridehuset samt en del af staldene anvendes fortsat af Kongehusets Stald-Etat. Hofteatret er i dag rammen om Teatermuseet. De øvrige bygninger rummer i dag lokaler til brug for Folketinget og Højesteret.

## Historie

### Københavns Slots ridebane
Allerede i 1500-tallet lå der bag Københavns Slot et større zigzag-formet staldanlæg, der rummede kongens heste og vognpark.
På den hesteinteresserede Christian 5.s tid i slutningen af 1600-tallet var der direkte adgang til staldene fra slottet via en løngang, og kongen kom her daglig.
De tilfældige om- og tilbygninger i løbet af 1600-tallet, der prægede det irregulære ridebane- og staldanlæg på Slotsholmen bag slottet, blev efterhånden en stadig stigende torn i øjet på barokkens krav om regularitet og symmetri. Frederik 4. iværksatte derfor i årene efter sin tronbestigelse i 1699 en større ombygning af staldanlægget, der førte til en rektangulær ridebane omgivet af nye staldbygninger og vognremise.

### Christiansborg Slots ridebane
Det nuværende ridebaneanlæg blev opført 1738-1745 af arkitekterne Elias David Häusser og Nicolai Eigtved i forbindelse med opførelsen af det første Christiansborg Slot. I 1766-1767 indrettede arkitekten Nicolas-Henri Jardin desuden et hofteater i etagen over den store staldbygning.
Udover sit egentlige formål blev ridebanen under enevælden ofte anvendt til store folkefester med gratis bespisning.
Ridebaneanlægget overlevede både det første Christiansborgs brand i 1794 og det andet Christiansborgs brand i 1884, og er i dag dermed den eneste bevarede del af det første Christiansborg.